# فینیکس (بریکینگ بد)
«فینیکس» یا «ققنوس» (انگلیسی: Phoenix) دوازدهمین قسمت از فصل دوم مجموعهٔ تلویزیونی درام آمریکایی بریکینگ بد است. این قسمت توسط جان شیبان نوشته و توسط کالین باکسی کارگردانی شده‌است، که برای نخستین بار در ۲۴ مه ۲۰۰۹ از ای‌ام‌سی پخش شد.